# Sulphur Emission Control Area

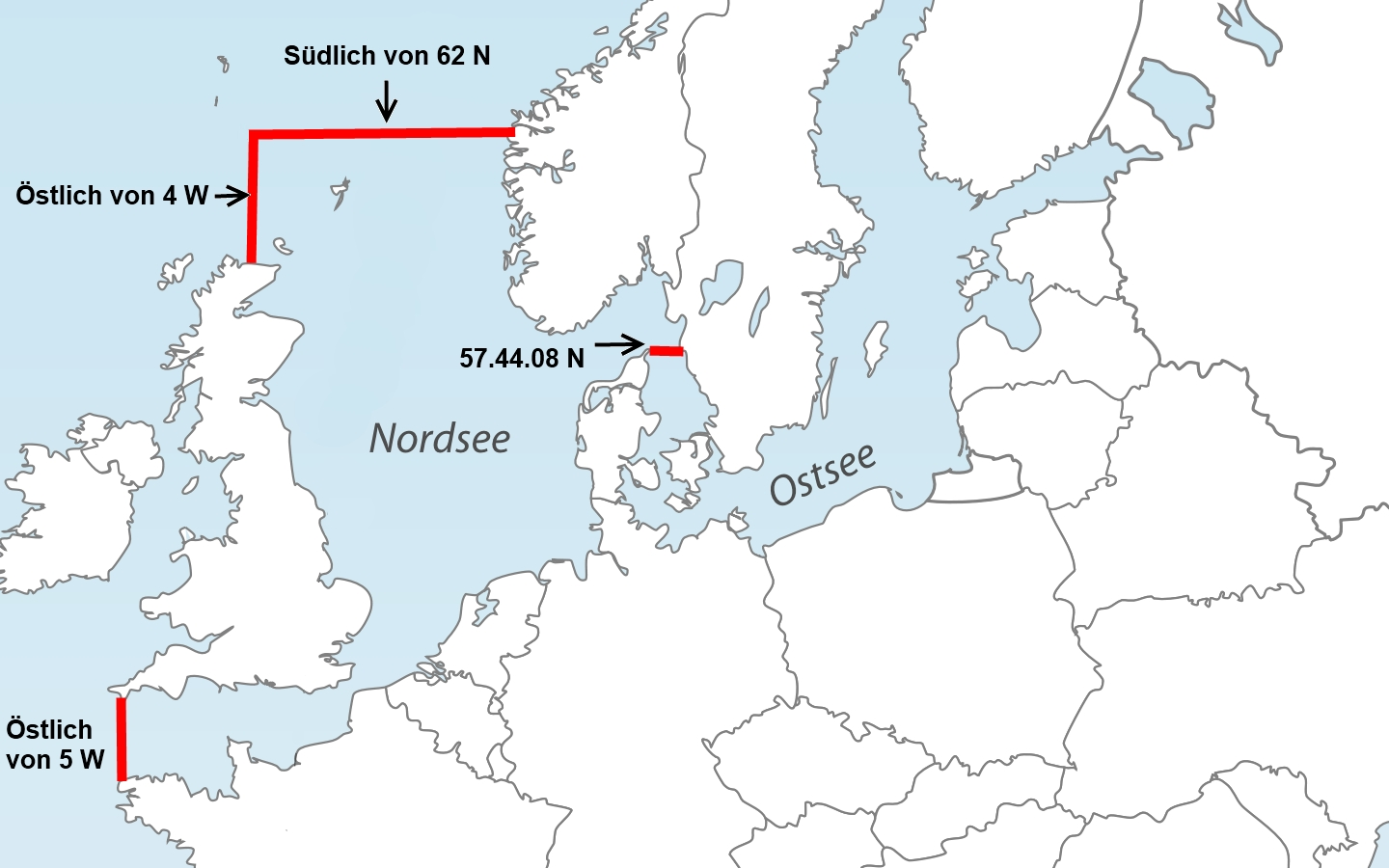
SECA Nord- und Ostsee

Mit Sulphur Emission Control Area (SECA) wurden Regionen bezeichnet, in denen der Ausstoß von Schwefel und Schwefeloxiden durch Seeschiffe eingeschränkt werden soll. Heute werden diese Regionen als Emission Controlled Area (ECA) bezeichnet.
Grundlage zur Erklärung einer Region zu einer SECA war die 1997 von der Internationalen Seeschifffahrts-Organisation (IMO) erarbeitete Anlage VI (engl. Annex VI) des Internationalen Übereinkommens zur Verhütung der Meeresverschmutzung durch Schiffe (MARPOL).
In einer SECA galten für das Verbrennen von Treibstoffen auf Seeschiffen – neben anderen strikten Regeln für den Ausstoß von Abgasen – folgende spezielle Regeln:
- Der Massenanteil von Schwefel der zu verbrennenden Treibstoffe durfte seit dem 19. Mai 2006 einen Wert von 1,5 % nicht überschreiten. Alternativ gab es die Möglichkeit sogenannte Scrubber zu installieren die die Abgase reinigen und den Ausstoß von Schwefel und Schwefeloxiden senken.[2]
- Wässrige Ölrückstände dürfen nur verbrannt werden, wenn diese durch das Separieren (Entwässern und Reinigen des Treibstoffes) von schwefelarmen Treibstoff (1,5 % M/m) entstehen.[3]
- seit dem 1. Januar 2010 dürfen in allen europäischen Häfen nur noch Marinedieselöle verbrannt werden, die einen Schwefelmassenanteil von höchstens 0,1 % haben.
- seit dem 1. Juli 2010 dürfen in SECAs nur noch Treibstoffe mit einem Schwefelmassenanteil von 1,0 % verbrannt werden.[1]
- seit dem 1. Januar 2015 dürfen in SECAs nur noch Treibstoffe mit einem Schwefelmassenanteil von 0,1 % verbrannt werden.[4]

Folgende SECAs wurden eingerichtet:
- seit 1. Juli 2000 alle europäischen Häfen; gilt für alle Seeschiffe, die ausschließlich mit Marinedieselöl fahren
- seit 19. Mai 2006 die Ostsee; gilt für alle Seeschiffe
- seit 11. August 2006 alle europäischen Gewässer; gilt für alle Passagierschiffe unter europäischer Flagge im Linienverkehr
- seit 11. August 2007 die Nordsee und der Ärmelkanal; gilt für alle Seeschiffe unter europäischer Flagge oder Seeschiffe, die ausschließlich europäische Gewässer befahren
- seit 22. November 2007 die Nordsee und Ärmelkanal; gilt für alle Seeschiffe[3]
- seit 1. Juli 2009 24 sm Küstenbereich Kaliforniens; gilt für alle Seeschiffe. Besonderheit: Dieseltreibstoffe dürfen einen Schwefelmassenanteil von 0,5 % nicht überschreiten.[5][1]